# Guillaume d’Aure
Guillaume d’Aure (zm. 3 grudnia 1353 w Awinionie) – francuski kardynał.

## Życiorys
Pochodził z Tuluzy. W młodości wstąpił do zakonu benedyktynów w Lézat. W 1326 został wybrany opatem klasztoru Montolieu w diecezji Carcassonne. Papież Benedykt XII na konsystorzu w grudniu 1338 mianował go kardynałem prezbiterem Santo Stefano al Monte Celio. Odtąd pracował w kurii papieskiej w Awinionie. Uczestniczył w konklawe 1342 i w konklawe 1352. Zmarł w Awinionie.